# Kuszlany (okolica)
Kuszlany − dawniej okolica szlachecka. Obecnie część agromiasteczka Kuszlany na Białorusi, w obwodzie grodzieńskim, w rejonie smorgońskim, w sielsowiecie Soły.

## Historia
W czasach zaborów zaścianek w gminie Soły, w powiecie oszmiańskim, w guberni wileńskiej Imperium Rosyjskiego. W 1905 liczył 19 mieszkańców, 140 dziesięcin, własność Markowskiego.
Po I wojnie światowej pod administracją polską, w Zarządzie Cywilnym Ziem Wschodnich. W latach 1920–1922 w składzie Litwy Środkowej.
Od 11 kwietnia 1922 okolica leżała w Polsce, w województwie wileńskim, w powiecie oszmiańskim, w gminie Soły.
W 1931 okolicę w 3 domach zamieszkiwało 20 osób.
Wierni należeli do parafii rzymskokatolickiej w Sołach. Miejscowość podlegała pod Sąd Grodzki w Oszmianie i Okręgowy w Wilnie; właściwy urząd pocztowy mieścił się w Sołach.
Po II wojnie światowej w granicach Związku Sowieckiego. Od 1991 w niepodległej Białorusi.